# Oberea coxalis
Oberea coxalis là một loài bọ cánh cứng trong họ Cerambycidae.